# Enrique Bonfante
Enrique Bonfante Arnate (Puerto de Santa María, Cádiz c. 1840 - Cádiz 18??) fue un cantaor flamenco profesional. 
Junto a su cuñado Enrique el Mellizo, fue quien fijó las formas definitivas del cante por alegrías de Cádiz. Este hecho, de tanta trascendencia para la historia del cante flamenco, es por sí mismo suficiente para recuperar la memoria de este gran artista, injustamente olvidado por el público y por la flamencología.

## Biografía
Nació en torno al año 1840. Enrique contrajo matrimonio en Cádiz el 13 de febrero de 1867 con Rita Jiménez Fernández, la hermana mayor de Enrique el Mellizo. Podemos afirmar que, como mínimo desde esta fecha, la vida de Enrique transcurrió en el castizo barrio de Santa María, entre los números 17 y 19 de la calle Santa María y el 12 de la calle Botica, donde nacieron dos de sus hijos, Luisa Butrón y Enrique Butrón, que superaron en fama a su padre, y la calle Mirador, 8, donde murió su mujer en 1883, en el domicilio de su cuñado y maestro. Enrique Bonfante se encontró viudo y con cuatro hijos de tierna edad.
Él y su cuñado Enrique el Mellizo trabajaban juntos en el matadero de Cádiz, que estaba situado donde se encuentra la Peña Flamenca La Perla de Cádiz, junto a las murallas de Puerta Tierra, enfrente del barrio de Santa María. Ambos trabajaban a las órdenes de Juan Luis el Torre, que era el capataz de los matarifes y el padre del gran cantaor jerezano Manuel Torre.
Enrique Bonfante era muy amigo del también cantaor portuense Tomás el Nitri, con quien cantó frecuentemente en el ámbito local.